# 류자오저
류자오저(중국어: 刘兆哲, 병음: Liu Zhaozhe, 한자음: 류조철, 1996년 3월 24일 ~ )는 중화인민공화국의 바둑 기사이다. 허난성 뤄양시 출신으로 중국기원 소속의 5단이다.

## 경력
중국 허난성 뤄양시에서 태어났다. 뤼양 출신의 왕젠훙 9단의 내제자가 되기 위해 베이징으로 이사했고 마샤오춘 도장에서 바둑을 공부했다. 2011년 프로바둑에 입단했다. 2012년부터 2016년까지바이링배 예선에 참가했지만 룽이와 리밍, 송지훈에게 각각 패해 탈락했다. 또한 2015년과 2017년 제2, 3회 몽백합배 세계 바둑 오픈전 예선에서 퉁멍청과 저우위안쥔에게 져서 탈락했다. 2017년 4단을 거쳐 2018년 5단으로 승단했다.